# NGC 6818
NGC 6818 o también conocida como la nebulosa de la pequeña joya es una nebulosa planetaria en la constelación de Sagitario de 48 arcsec de diámetro, situada a unos 10º del cúmulo globular M75. Se encuentra a unos 6000 años luz de distancia de la Tierra. Fue descubierta el 8 de agosto de 1787 por William Herschel.
Imágenes obtenidas con el Telescopio Espacial Hubble muestran una cubierta exterior de forma aproximadamente esférica y una burbuja interior de forma ovalada. Los astrónomos piensan que un fuerte viento estelar proveniente de la estrella central está creando la forma interior alargada, 
que de hecho está "escapando" por los dos extremos del eje mayor (en la figura, abajo derecha y arriba izquierda).
La estrella central, de magnitud aparente 16,1, podría haber sido una estrella similar al Sol, al menos en cuanto a su composición química. Excepto carbono y nitrógeno, más abundantes que en el Sol, el resto de los elementos químicos presentan aproximadamente la misma proporción que en nuestra estrella. Se piensa que la estrella central tiene características similares a las de una estrella de Wolf-Rayet con una temperatura efectiva de al menos 140.000 K.
NGC 6818 es casi gemela a NGC 3918, nebulosa planetaria también con dos estructuras visibles, una interior alargada y una exterior cuasi-esférica.